# Frattamaggiore
Frattamaggiore ist eine Gemeinde mit 28.595 Einwohnern (Stand 31. Dezember 2023) in der Metropolitanstadt Neapel, Region Kampanien. In dem Ort finden sich die Gebeine des Heiligen Severin.
Frattamaggiore grenzt an die Gemeinden Arzano, Cardito, Casoria, Crispano, Frattaminore, Grumo Nevano und Sant’Arpino (CE).

## Bevölkerungsentwicklung
Zwischen 1991 und 2001 fiel die Einwohnerzahl von 36.089 auf 32.731. Dies entspricht einer prozentualen Abnahme von 9,3 %.

## Söhne und Töchter der Stadt
- Francesco Durante (1684–1755), Komponist
- Nicola Capasso (1886–1968), römisch-katholischer Bischof
- Alessandro D’Errico (* 1950), römisch-katholischer Geistlicher, Erzbischof und Diplomat des Heiligen Stuhls
- Lorenzo Insigne (* 1991), Fußballspieler beim SSC Neapel